# Arriving
Arriving è il sesto album di Chris Tomlin (il terzo da solista) ed è stato pubblicato il 21 settembre 2004.

## Tracce
1. Everything - 3:51
2. Enough - 4:20
3. Not to Us - 4:44
4. Wonderful Maker - 4:57
5. Famous One - 4:17
6. Come Let Us Worship - 4:24
7. River- 3:48
8. Unchanging - 5:46
9. Come Home Running - 3:44
10. Overflow - 4:35[1]